# Earl Hays Press
Earl Hays Press es una empresa de Los Ángeles que ofrece utilería para producciones de cine y televisión. La empresa fue fundada por Earl Hays en 1915, pero en la década de 1960 fue vendida al empleado Ralph Hernandez Senior, cuyos descendientes conservan la propiedad. La empresa se especializa en producir materiales impresos genéricos, como paquetes de alimentos, documentos y anuncios, para evitar problemas de propiedad intelectual con marcas reales. Earl Hays produce varios periódicos genéricos, que a menudo incluyen diseños estándar en las páginas interiores, uno de los cuales ha aparecido en cientos de películas y series de televisión. Otros productos destacables son las cajetillas de cigarrillos «Morley», a imitación de la marca Marlboro, y el dinero facsímil.

## Historia
La compañía fue fundada por Earl Hays en 1915 para proporcionar utilería a las producciones Hollywood, Los Ángeles. Hays tuvo la idea de la empresa después de hacer bocetos de matrículas de vehículos internacionales mientras viajaba. En 1944, la empresa empleaba a un redactor de prensa y cuatro impresores únicamente para fabricar periódicos, revistas y otros materiales impresos para estudios cinematográficos. Ralph Hernandez Senior se unió a la firma en 1964 y al final de la década se la había comprado a Hays. La prensa está ubicada en un sitio cerca del aeropuerto de Hollywood Burbank. El hijo y los nietos de Hernández también participaron en la empresa y, para 2023, su nieto Keith Hernández era dueño de la empresa. La huelga del Sindicato de Guionistas de Estados Unidos de 2023 ha amenazado el futuro del negocio; si bien la empresa suele trabajar en unas 100 producciones simultáneamente, durante la huelga esta cifra se redujo a sólo dos o tres. Hernández ha subastado algunas de las acciones de alquiler históricas de la empresa para evitar despidos.

## Productos
Earl Hays Press se especializa en «impresión de inserciones», material efímero que agrega realismo a escenas teatrales como paquetes de alimentos y bebidas, menús, revistas, moneda, documentos, tarjetas de crédito, carátulas de DVD y discos, cómics y anuncios. La empresa proporciona versiones sin derechos de autor de estos para producciones que no pueden permitirse o no quieren licenciar productos reales. La empresa mantiene una serie de imprentas antiguas para dar autenticidad a sus productos. En línea con el negocio original de Earl Hays, la prensa ofrece una variedad de diseños de matrículas estadounidenses e internacionales. Se mantiene un stock de alrededor de 25 000 artículos.
Un producto importante son los periódicos adaptados a la época del entorno. Los periódicos se producen con diversos títulos y formatos para imitar títulos que van desde periódicos financieros de alto nivel hasta pequeños periódicos locales. Los titulares se pueden personalizar para cubrir las tramas de la producción, pero el texto del artículo suele no tener sentido y las páginas están llenas de fotografías y titulares genéricos como «Reparación de carreteras por un millón de dólares en curso» y «Nueva torre gubernamental planificada». Las páginas interiores suelen tener un diseño genérico y un diseño particular, incluido el titular «Ella es la tercera chica más brillante pero difícil de ver» y la imagen de una mujer de cabellera morena con un suéter se ha visto en cientos de películas y programas de televisión desde la década de 1970.
Earl Hays Press produce paquetes de cigarrillos «Morley». Estos se parecen a la marca Marlboro, con derechos de autor, y han sido fumados de manera destacada por El fumador en The X-Files, Chandler Bing en Friends y Spike en Buffy the Vampire Slayer. La primera aparición conocida de la marca Morley fue en la película Psicosis de 1960, también aparecen en La dimensión desconocida, The Walking Dead, Malcolm in the Middle y Burn Notice. La firma también produce publicaciones personalizadas, como la falsa revista para adultos Playpen que aparece en Friends.
Earl Hays Press también produce dinero falso para utilizarlo en producciones. Son similares a los dólares estadounidenses normales, pero contienen la firma del diseñador gráfico en lugar del tesorero de los Estados Unidos y todos tienen el mismo número de serie. El Servicio Secreto de los Estados Unidos comprueba y aprueba los diseños antes de su producción para garantizar que sean lo suficientemente diferentes de la moneda en circulación. A pesar de seguir este protocolo, los billetes proporcionados por Earl Hays Press para la producción de la película de 1965 The Cincinnati Kid causaron problemas. La moneda falsa, incluidos billetes de 100 dólares, utilizada en una escena de póquer, fue tomada por miembros del equipo y distribuida en los bares y clubes de Nueva Orleans. La moneda entró en circulación en todo el mundo y el Servicio Secreto exigió a Earl Hays Press que quemara las existencias restantes y las planchas de impresión originales bajo su supervisión.